# Kolej Bałtycka (Estonia)
Kolej Bałtycka (ros. Балтийская железная дорога, niem. Baltische Eisenbahn) – linia kolejowa położona w guberniach petersburskiej i estońskiej Imperium Rosyjskiego, zbudowana w latach 1868-1870. Istniała jako samodzielna linia do 1907 r. Łączyła Petersburg i Kolej Nikołajewską (linia Petersburg – Moskwa) z portami morskimi nad Bałtykiem – estońskim portem w Rewlu i Portem Bałtyckim w Bałtiskim (obecnie miasto Paldiski w zachodniej Estonii). Zgodnie z pierwotnym planem miała zostać zbudowana z pieniędzy publicznych, ale ze względu na brak zainteresowania zarówno cesarza, jak i gabinetu ministrów, powstawała z funduszy prywatnych (z prawem własności). W jej początkowym okresie istnienia (w 1872 r.) Towarzystwo Kolei Bałtyckiej (właściciel linii) nabyło również Kolej Peterhofską (linia Petersburg – Peterhof), wybudowaną w latach 50. XIX wieku. 
Linia kolejowa, oficjalnie otwarta 24 października?/5 listopada 1870, miała ważne znaczenie militarno-strategiczne i transportowe, dlatego też w czerwcu 1893 r. została wykupiona przez Skarb Państwa i połączona z Koleją Pskowsko-Ryską. Odtąd była znana pod nową nazwą: Kolej Bałtycko-Pskowsko-Ryska. 1 stycznia?/14 stycznia 1907 została zlikwidowana na mocy decyzji Naczelnego Dowództwa Imperium Rosyjskiego z 27 czerwca?/10 lipca 1906. Jej linie stały się częścią powstających równolegle Kolei Północno-Zachodnich (ros. Северо-Западные железные дороги), których długość eksploatacyjna wynosiła 2716,58 km.

## Budowa

### Przygotowania
W latach 60. XIX wieku zrewidowano podejście do kolei, a w 1863 r. do stolicy przybył Aleksandr von Kursel, przedstawiciel szlachty estońskiej, z projektem statutu Towarzystwa Kolei Bałtyckich. Kilku zagranicznych bankierów planowało wziąć udział w budowie drogi żaleznej i liczyło na gwarancje państwowe, w tym zwrot 5% wydatków. W tym samym czasie podano szacunkowy koszt budowy, który został określony na 73 240 rubli za wiorstę. Projekt został odrzucony przez carską rezolucję ze względu na wysoką cenę i brak możliwości udzielenia gwarancji państwowej. W 1866 r. baron Aleksandr von Pahlen złożył podobną petycję do Rady Ministrów, ale uzyskał jedynie pozwolenie na budowę drogi bez żadnych gwarancji ze strony rządu.
23 kwietnia?/5 maja 1868 23 kwietnia (5 maja 1868 r.) gubernator prowincji bałtyckich Piotr Albiedinski po raz trzeci złożył wniosek o budowę drogi, ale został on również odrzucony, ponieważ Kolej Bałtycka nie została uwzględniona w zatwierdzonym wykazie linii komunikacyjnych niezbędnych dla państwa. Następnie zainteresowani budową założyli Towarzystwo Kolei Bałtyckich z kapitałem zakładowym w wysokości 26 390 000 rubli, które estońska szlachta prowincjonalna zobowiązała się zebrać w ciągu 8 miesięcy.
10 sierpnia?/22 sierpnia 1868 Aleksandr von Pahlen przedłożył Radzie Ministrów projekt drogi o długości 377 wiorst i uzyskał jego akceptację. Pierwsze zebranie towarzystwa odbyło się 28 listopada?/10 grudnia 1868.  Podpisano umowę z bankierem E. M. Meyerem, który przejął wszystkie koszty. W grudniu tego samego roku zamówiono pierwszy tabor: 16 pasażerskich, 10 bagażowych, 834 wagonów towarowych.

### Realizacja i otwarcie
Prace ziemne pod przewodnictwem R. V. Stengla rozpoczęły się w maju 1869 r. Wzięło w nich udział 7 000 kopaczy. Ponad 1000 stolarzy i murarzy było zaangażowanych w prace konstrukcyjne związane z wznoszeniem budynków stacji. Do dostarczania materiałów wykorzystano 150 000 wagonów. 80% z 6018 osób pracujących na terenie Estonii przybyło z innych guberni Imperium. Dzięki zastosowaniu imponujących sił i środków, do czasu wstrzymania budowy na sezon zimowy na początku listopada tego samego roku, prawie wszystkie roboty ziemne zostały ukończone.
We wrześniu 1870 r. budowa została ukończona. Ułożono 416 km torów, zbudowano 151 mostów oraz 21 stacji, pomiędzy którymi poprowadzono linię telegraficzną (wzdłuż torów). 24 października?/5 listopada 1870 24 października (5 listopada 1870 r.) linia została otwarta dla ruchu.
5 listopada?/17 listopada 1870 5 listopada (17) na stacji w Narwie odbyło się uroczyste otwarcie nowej linni kolejowej, na którą wysłano dwa pociągi – z Petersburga i Rewla (Tallinna).

## Eksploatacja
Pod koniec 1870 r. tabor kolejowy składał się ze 128 parowozów, 316 wagonów pasażerskich i 2310 wagonów towarowych. Średnia prędkość wynosiła około 37 km/h, zatem podróż z Petersburga do Rewla trwała około 12 godzin. Jeśli chodzi o transport towarowy to przewożono przede wszystkim zboże, mąkę, drewno i korę drzewną, a także alkohol i szyny.

## Fotogaleria

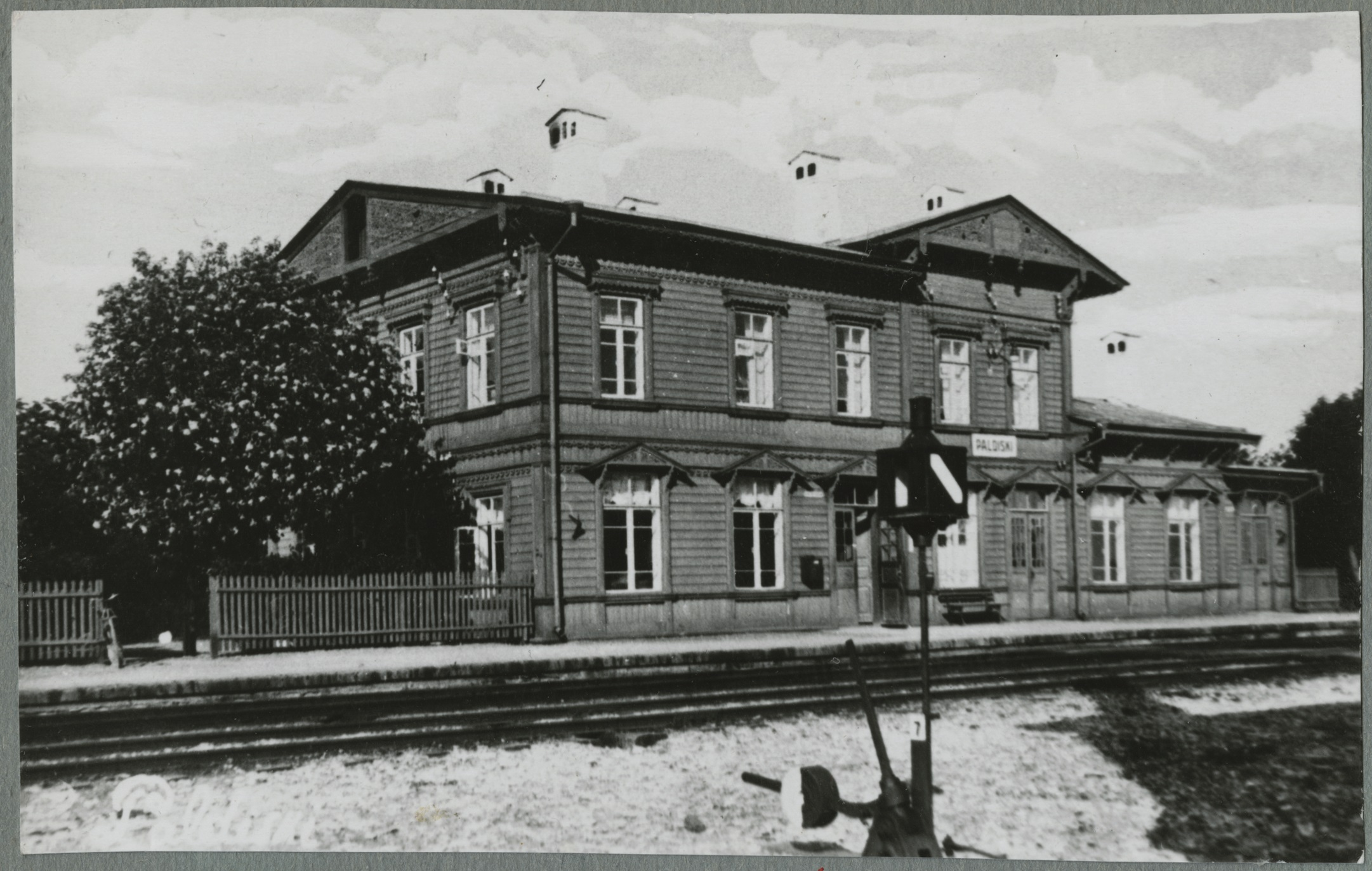
Paldiski
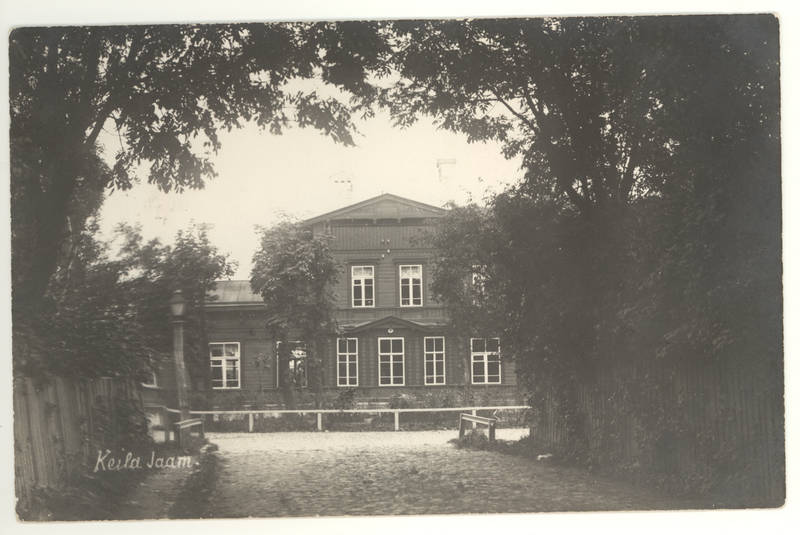
Keila
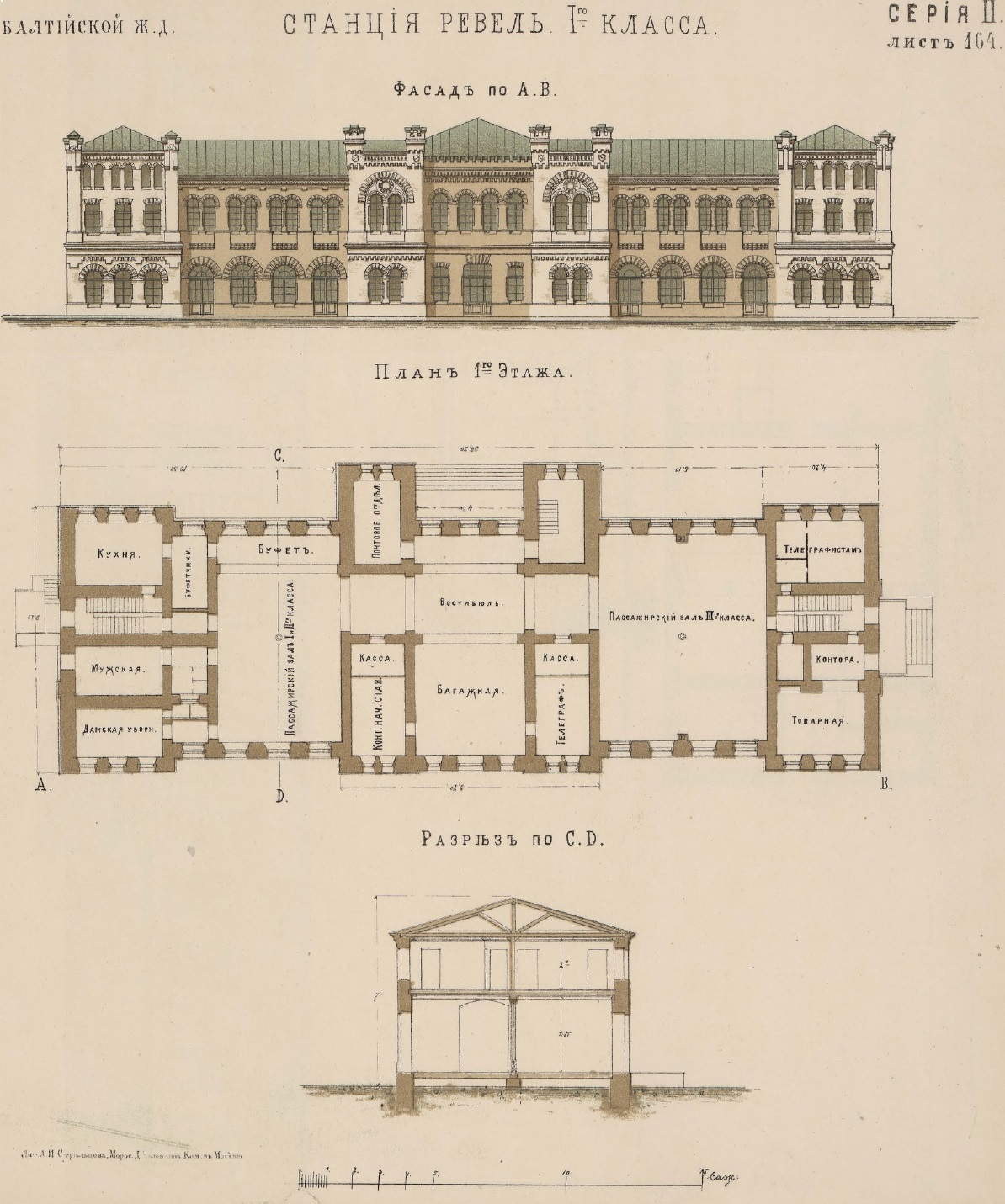
Plan stacji w Tallinnie (Dworzec Bałtycki).
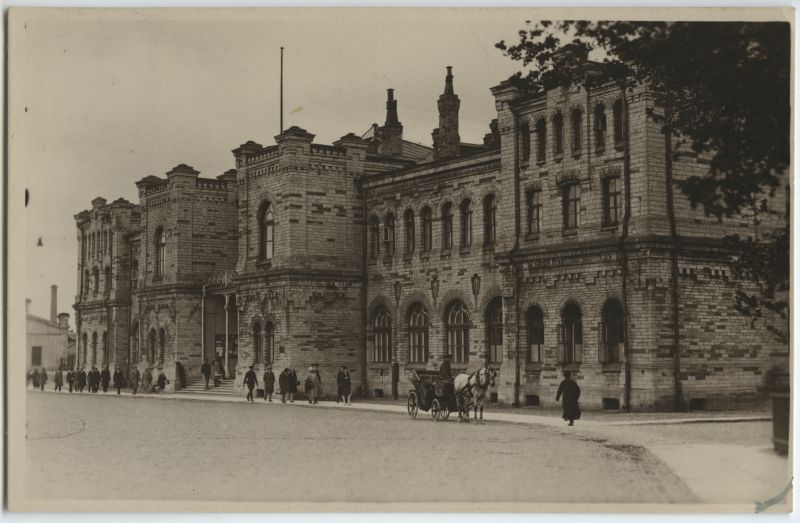
Tallinn. Dworzec Bałtycki
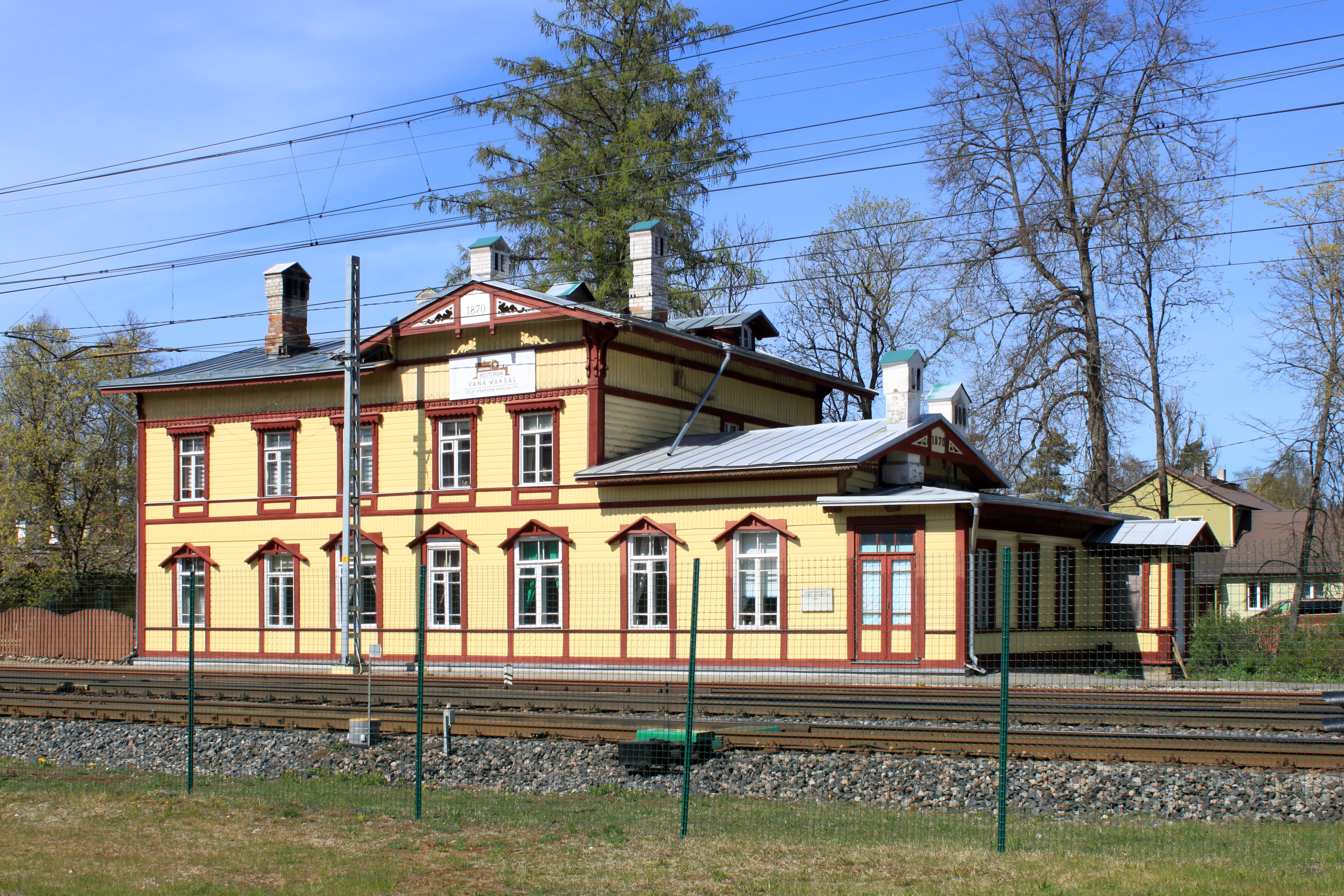
Aegviidu
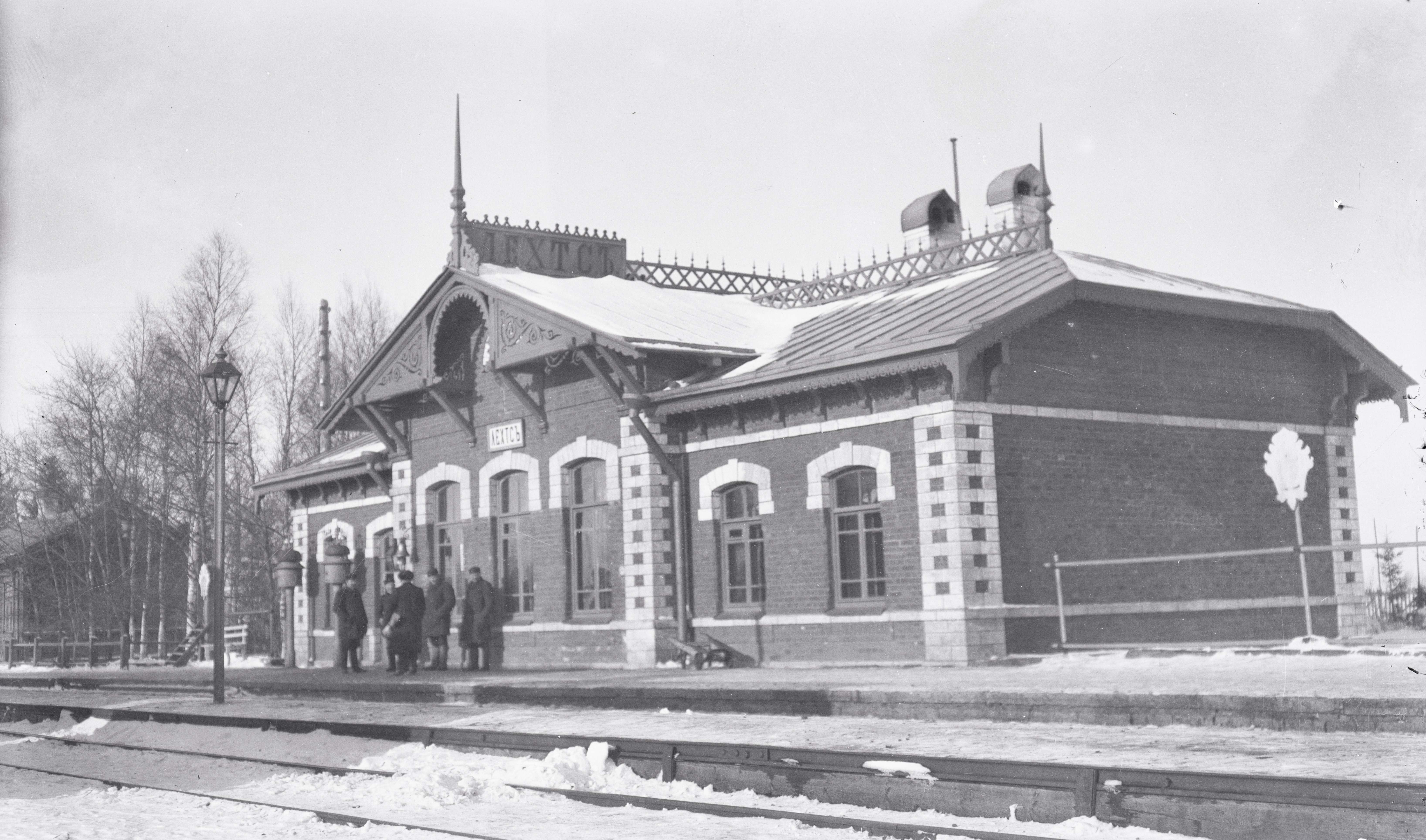
Lehtse
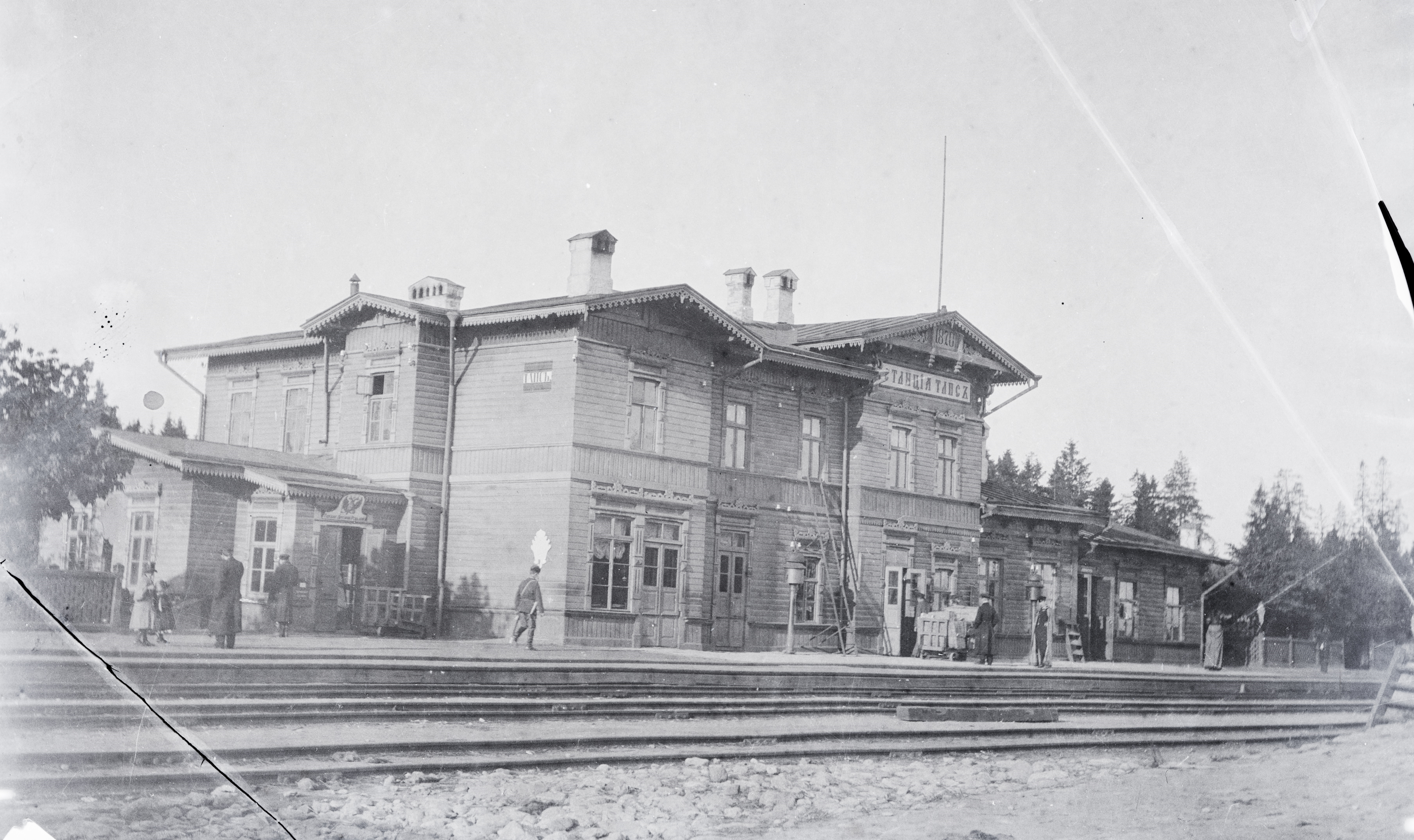
Tapa
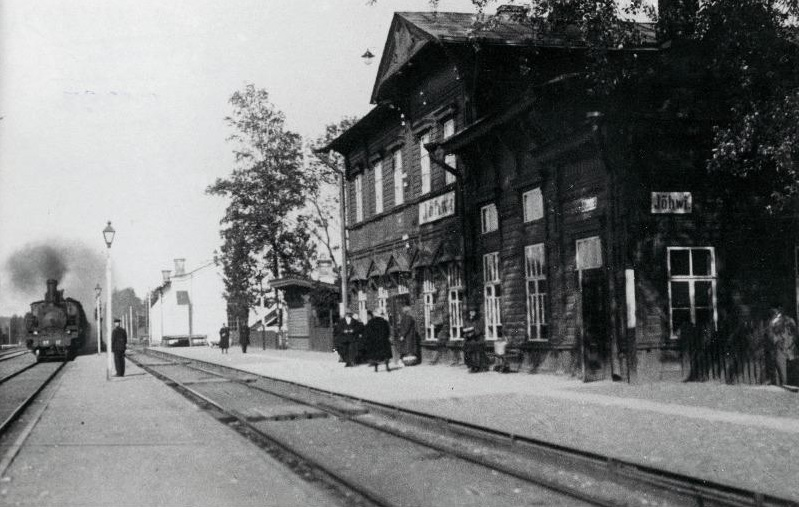
Jõhvi
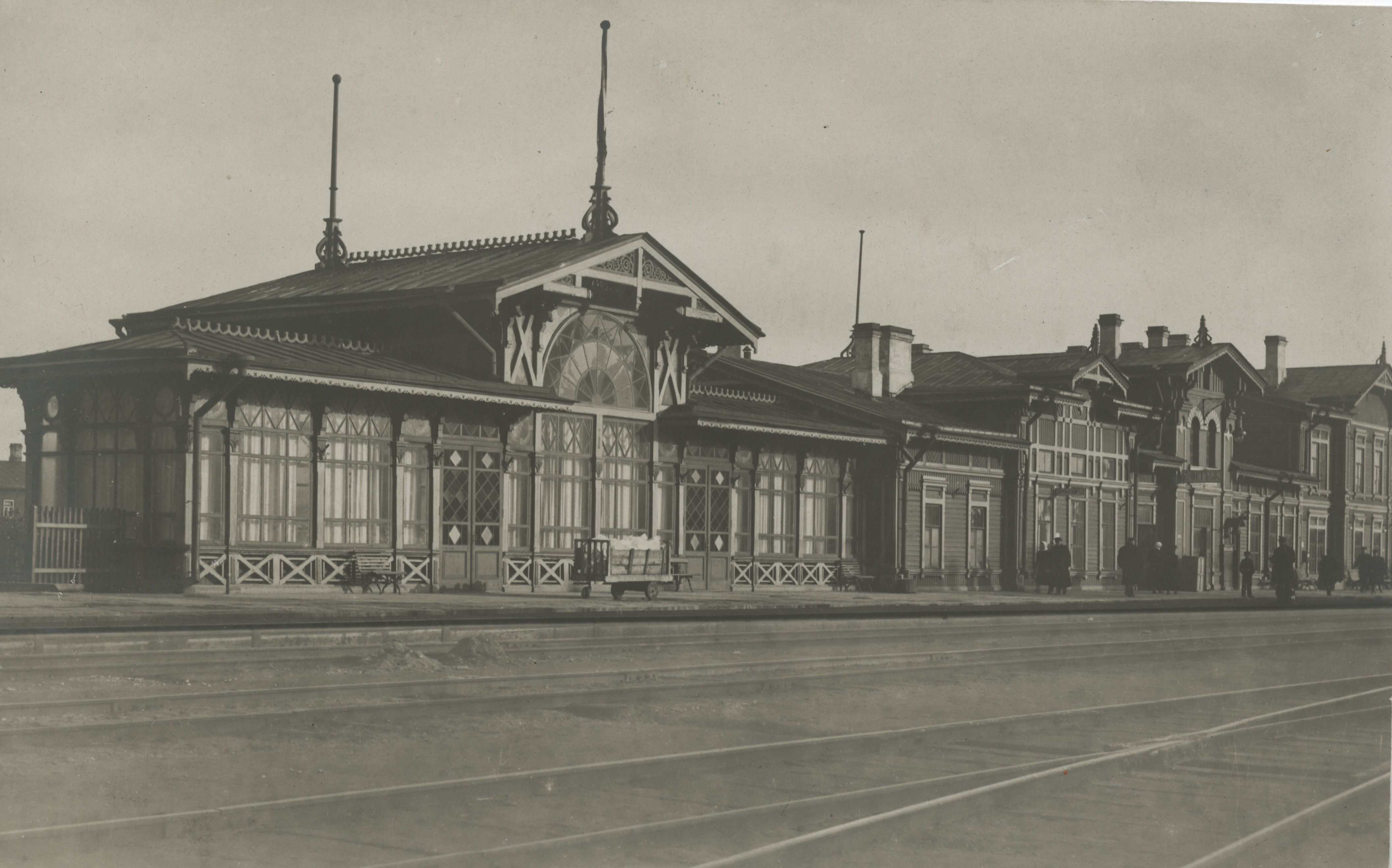
Narwa
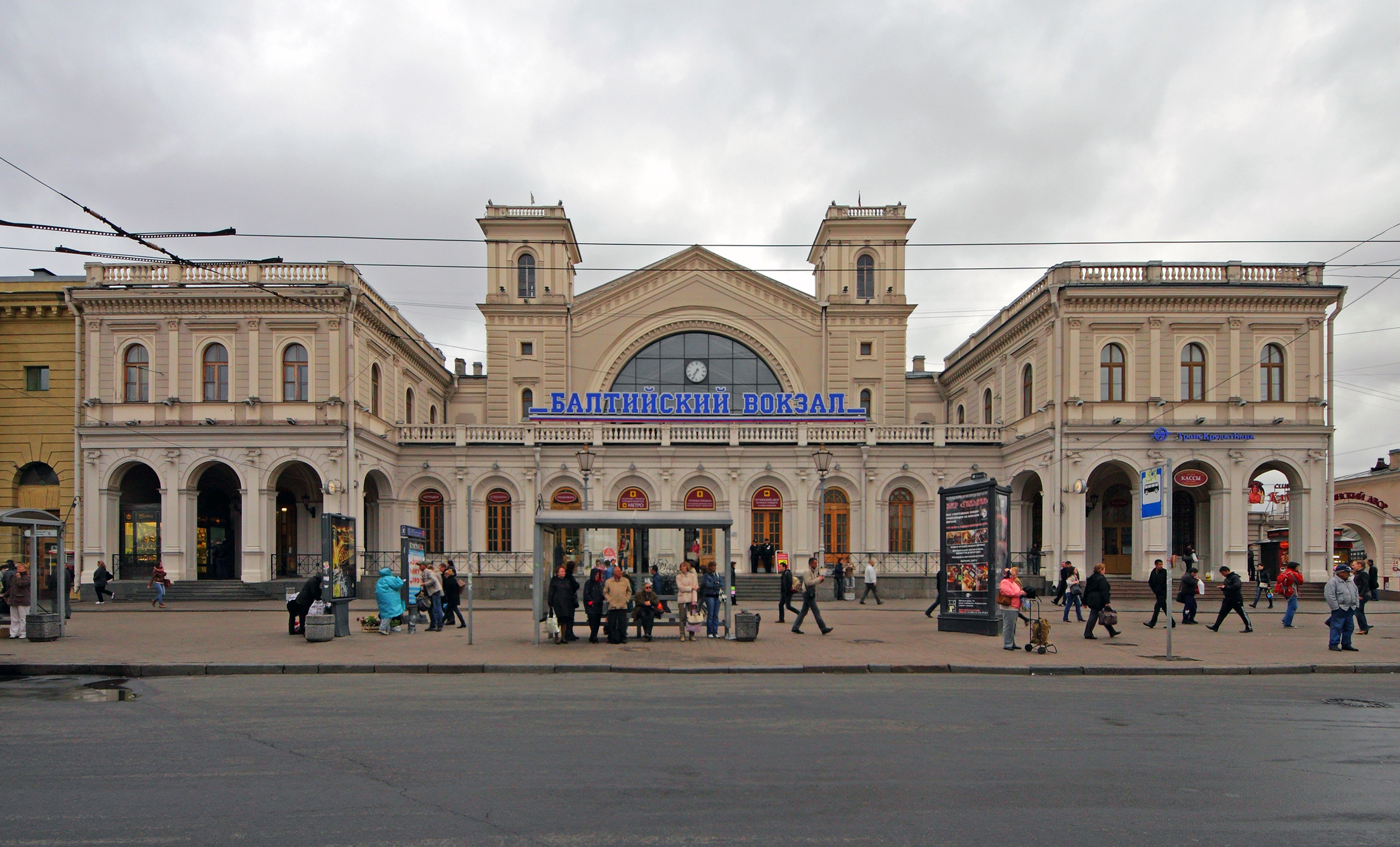
Petersburg. Dworzec Bałtycki